# Веймар, Орест Эдуардович
Оре́ст Эдуа́рдович Ве́ймар (27 декабря 1843, Санкт-Петербург — 31 октября 1885, Карийская каторга) — участник революционного движения в России, врач, доктор медицины, надворный советник.

## Биография
Родился в Санкт-Петербурге в семье купца, прусского подданного.
Окончил Медико-хирургическую академию. Основал ортопедическую клинику, располагавшуюся в собственном доме на Невском проспекте.
Пользовался отличной репутацией в высших слоях Петербурга.
Во время русско-турецкой войны заведовал военно-полевым госпиталем цесаревны Марии Фёдоровны, был награждён несколькими орденами.
Сблизившись с участниками радикальных кружков (кружок чайковцев, «Земля и воля»), оказал революционерам ряд услуг, хотя сам ни в какой организации не состоял. В его доме находили убежище скрывавшиеся от властей В. И. Засулич, П. А. Кропоткин, Д. А. Клеменц.
Веймаром для нужд революционеров был приобретён рысак Варвар, которого использовали в нескольких успешных акциях: побегах П. А. Кропоткина, В. С. Ивановского, А. К. Преснякова, покушении на Н. В. Мезенцова.
На имя Веймара был куплен револьвер, с помощью которого были совершены покушения Л. Ф. Мирского и А. К. Соловьева.
Обнаружение этого револьвера повлекло за собой арест Веймара.
Процесс над О. Э. Веймаром и десятью землевольцами проходил с 6 по 14 мая 1880 года в Петербургском военно-окружном суде.
Благодаря его широкой известности как врача, процесс получил в прессе название «Дело Веймара», хотя Веймар по существу не был центральной фигурой, в отличие от других подсудимых, не участвовал лично ни в одной акции и даже не был осведомлен заранее о конкретных планах. В исторической литературе употребляется также название «Процесс одиннадцати».
О. Э. Веймар в числе шести подсудимых был приговорен к смертной казни, но с учётом его прежних заслуг наказание смягчили до 15 лет каторги, а затем — царским решением — до 10 лет.
До марта 1881 года О. Э. Веймара содержали в Петропавловской крепости, откуда он из-за ухудшившегося здоровья был переведён в Дом предварительного заключения, затем (28 августа) был отправлен на Карийскую каторгу.
Вопреки настоянию императрицы Марии Федоровны отказался просить о помиловании.
12 марта 1885 года был отпущен в «вольную команду», но уже 31 октября скончался от скоротечной чахотки.

## Адреса в Санкт-Петербурге
- Невский проспект, д.10[2]